# Vauvert
Vauvert je francouzská obec, která se nachází v departementu Gard a regionu Languedoc-Roussillon. Starostou je od roku 2008 Gérard Gayaud za UMP. Zdejší radní Damien Abad se v roce 2009 stal nejmladším poslancem Evropského parlamentu .

## Poloha
Vauvert leží na jihovýchodě Francie mezi Petite Camargue (část národního parku Camarque) a náhorní rovinou Costières, 20 km jižně od Nîmes a 35 km severovýchodně od Montpellier.

## Památky
- Farní kostel Notre-Dame de l'Assomption
- kaple v přilehlé osadě Montcalm z konce 19. století, jako typická ukázka „novobyzantského provensálského slohu“ byla v roce 2000 zapsaná mezi historické památky.

## Partnerská města
- Valencina de la Concepción (Španělsko)